# Сафоновы
Сафоновы (Софоновы) — несколько дворянских родов Российской империи, один из которых относится к столбовому дворянству. Предки их были жалованы поместьями (1654) и других годах.
При подаче сведений (1686) для включения в Бархатную книгу, было подано два прошения с родословными росписями от Фрола и Фёдора Сафоновых.

## Происхождение и история рода
Старейший из этих родов происходит от крымского татарина Курбата, который выехал (1463) на службу к московскому князю Ивану III и служил у него окольничим. Его внук назывался Сафон Муньев, откуда и происходит фамилия. Под Кесию убит сын боярский Коняшка Сафонов (1578). К ранним упоминаниям в исторических документах относится подьячий Леонтий Софонов, который упомянут (декабрь 1588). Денис Игнатьевич Софонов думный дьяк и печатник, во время смуты, так же числился тушинским думным дьяком и печатником.

## Описание гербов

#### Герб. Часть III. № 92
В щите, разделённом горизонтально на два поля красное и голубое, изображён золотой латинский крест, по сторонам коего в голубом поле означены два полумесяца (изм. польский герб Круневич). Растущая луна, с правой стороны серебряная, а с левой золотая, убывающая луна, рогами обращённые к бокам щита (при этом надо учесть, что стороны трактуются с позиции несущего щит — порядок блазонирования).
Щит увенчан обыкновенным дворянским шлемом с дворянскою на нём короною и с пятью павлиньими перьями. Намёт на щите голубой, подложенный золотом.

#### Герб. Часть XV. № 65.
Герб ротмистра Ильи Ивановича Сафонова с потомством: в красном щите золотая зубчатая крепостная стена с красными швами, двумя золотыми круглыми башнями и открытыми воротами (изм. польский герб Гржимала). Из башен накрест золотые русский крест и воинский значок (флажок), на котором красный крест над красным полумесяцем, обращенном рогами вверх. Вверху щита по середине — серебряная подкова, обращённая шипами вниз. Над щитом дворянский коронованный шлем. Нашлемник — рука в серебряных латах держит серебряный дугообразный с золотой рукояткой меч. Намёт красный, подложен справа золотом, слева серебром.

## Известные представители
- Сафонов Иван — дьяк (1627—1640), воевода в Свияжске (1614), в Новгороде-Великом (1632—1635), в Вязьме (1641—1642) (ум.1643).
- Сафоновы: Матвей и Леонтий Игнатьевичи — воеводы в Курске (1614—1616).
- Сафонов Петр Игнатьевич — воевода в Рыльске (1619), в Сапожке (1620), в Новосиле (1626), в Карачеве (1636).
- Сафонов Василий — осадный голова, воевода в Курске (1625).
- Сафоновы: Григорий Петрович, Василий Осипович, Афанасий Васильевич — карачевские городовые дворяне (1627—1629).
- Сафонов Иван — губной староста, воевода в Дмитрове (1637—1639).
- Сафонов Семён — дьяк (1636—1640), воевода в Пскове (1638—1639).
- Сафонов Василий — дьяк (1658), воевода в Новгороде-Великом (1650—1654). (два раза).
- Сафонов Григорий Петрович — воевода в Киеве (1656).
- Сафонов Иван — подьячий, воевода в Устюге-Великом (1661).
- Сафонов Григорий — воевода в Карачеве (1664—1665).
- Сафонов Патрикей — воевода в Добром (1664—1665).
- Сафонов Богдан Леонтьевич — подьячий, потом дьяк (1676), воевода во Владимире на Клязьме (1665), в Верхотурье (1669—1673), в Туруханске (1676), в Енисейске (1680—1683).
- Сафонов Григорий Иванович — воевода в Полтаве (1668).
- Сафонов Никита — подьячий, воевода в Яранске (1670).
- Сафонов Василий Васильевич — воевода в Мещовске (1670—1672), московский дворянин (1676—1692).
- Сафонов Пётр — воевода в Остре (1672).
- Сафонов Савелий — воевода в Мосальске (1675).
- Сафонов Яков Григорьевич — воевода в Брянске (1684).
- Сафонов Фёдор Яковлевич — стольник, воевода в Брянске (после 1684).
- Сафонов Григорий Матвеевич — стольник царицы Евдокии Фёдоровны (1686—1692).
- Сафоновы: Тимофей Семёнович, Семён Богданович, Пётр Владимирович, Яков и Пётр Григорьевичи, Пётр Игнатьевич, Родион, Логин, Кондратий и Иван Васильевичи, Леонтий Никитич, Гордей Акимович — московские дворяне (1679—1692).
- Сафоновы: Андрей Петрович и Матвей Патрикеевич — стряпчие (1662—1692).
- Сафоновы: Фёдор и Сергей Петровичи, Фёдор и Иван Яковлевичи — стольники (1680—1692)[7][8].